# Eupelmus moroderi
Eupelmus moroderi is een vliesvleugelig insect uit de familie Eupelmidae. De wetenschappelijke naam is voor het eerst geldig gepubliceerd in 1934 door Bolivar y Pieltain.